# Rage - Furia primitiva
Rage - Furia primitiva è un film del 1988, diretto da Vittorio Rambaldi.

## Trama
Miami. Frank Duffy, giornalista di una testata locale, s'introduce di nascosto in un laboratorio di ricerca che compie esperimenti sugli animali. Morso da una scimmia rabbiosa, il giovane cade in preda ad una furia incontrollabile e diffonde il contagio nel vicino college, dove la spensierata festa di Halloween si trasforma in un bagno di sangue...

## Citazioni cinematografiche
- I tre teppisti hanno un poster raffigurante Boris Karloff nel film Frankenstein.
- Lauren ha il poster dei film Casablanca e 007 - Zona pericolo nel suo appartamento.
- Un invitato alla festa è travestito da Dart Fener.
- Duffy menziona il film ...e giustizia per tutti paragonandosi all'interpretazione di Al Pacino nel film.
- Lauren ha una bambola dell'alien ALF dell'omonima serie.